# С
С je cirilska črka, ki se je razvila iz grške črke Σ oziroma iz njene variante ς. Črka С spada med tako imenovane »lažne prijatelje«, saj izgleda povsem enako kot latinična črka C, vendar pa se ne izgovarja enako. Izgovarja se kot s in se tako tudi prečrkuje v latinico. 
Tradicionalno ime črke С je slovo (слово), v novejšem času pa se bolj uporablja kratko ime es.
| tiskano | pisano |
| ------- | ------ |
| С с     | С с    |